# シャンティア〜しあわせのくに〜
- プリキュアシリーズ
  - トロピカル〜ジュ!プリキュア > 映画 トロピカル〜ジュ!プリキュア 雪のプリンセスと奇跡の指輪! > シャンティア〜しあわせのくに〜
  - ハートキャッチプリキュア! > 映画 トロピカル〜ジュ!プリキュア 雪のプリンセスと奇跡の指輪! > シャンティア〜しあわせのくに〜

「シャンティア〜しあわせのくに〜」は、キュアサマー（CV：ファイルーズあい）・キュアコーラル（CV：花守ゆみり）・キュアパパイア（CV：石川由依）・キュアフラミンゴ（CV：瀬戸麻沙美）・キュアラメール（CV：日高里菜）・キュアブロッサム（CV：水樹奈々）・キュアマリン（CV：水沢史絵）・キュアサンシャイン（CV：桑島法子）・キュアムーンライト（CV：久川綾）の楽曲。自身のシングルおよび2021年10月23日公開のアニメーション映画『映画 トロピカル〜ジュ!プリキュア 雪のプリンセスと奇跡の指輪!』の主題歌・挿入歌として、マーベラスからマキシシングルで同年10月20日に発売された。

## 背景・リリース
表題曲の「シャンティア〜しあわせのくに〜」はメインテーマソングとして用いられ、メインとなる『トロピカル〜ジュ!プリキュア』のプリキュア役声優5人（ファイルーズあい、日高里菜、花守ゆみり、石川由依、瀬戸麻沙美）による挿入歌バージョンと、それに加えて客演の『ハートキャッチプリキュア!』のプリキュア役声優4人（水樹奈々、水沢史絵、桑島法子、久川綾）も加わった総勢9人によるエンディングテーマバージョンの2種類が収録される。同時収録曲として、テレビシリーズでオープニングテーマを担当しているMachicoによる挿入歌「大好きのSnowball」も収録されている。
CDは通常盤のほか、映画予告編映像などを収録したDVDが付属したDVD付属盤も発売される。初回封入特典としてスーパーアート6色仕様のキャンパスブロマイドが付属する。

## 収録曲
1. シャンティア〜しあわせのくに〜
歌：キュアサマー（CV：ファイルーズあい）・キュアコーラル（CV：花守ゆみり）・キュアパパイア（CV：石川由依）・キュアフラミンゴ（CV：瀬戸麻沙美）・キュアラメール（CV：日高里菜）
作詞：六ツ見純代、作曲・編曲：森いづみ
  - 東映系アニメ映画『映画 トロピカル〜ジュ!プリキュア 雪のプリンセスと奇跡の指輪!』挿入歌
2. 大好きのSnowball
歌：Machico
作詞：大森祥子、作曲・編曲：森いづみ
  - 東映系アニメ映画『映画 トロピカル〜ジュ!プリキュア 雪のプリンセスと奇跡の指輪!』挿入歌
3. シャンティア〜しあわせのくに〜（エンディング主題歌Ver.）
歌：キュアサマー（CV：ファイルーズあい）・キュアコーラル（CV：花守ゆみり）・キュアパパイア（CV：石川由依）・キュアフラミンゴ（CV：瀬戸麻沙美）・キュアラメール（CV：日高里菜）・キュアブロッサム（CV：水樹奈々）・キュアマリン（CV：水沢史絵）・キュアサンシャイン（CV：桑島法子）・キュアムーンライト（CV：久川綾）
作詞：六ツ見純代、作曲・編曲：森いづみ
  - 東映系アニメ映画『映画 トロピカル〜ジュ!プリキュア 雪のプリンセスと奇跡の指輪!』エンディングテーマ
  - 朝日放送テレビ・テレビ朝日系列テレビアニメ『トロピカル〜ジュ！プリキュア』第33話～第36話エンディングテーマ

映画公開時期に合わせて劇中の映像と共に使用されていた。
4. シャンティア〜しあわせのくに〜（オリジナル・メロディー入り・カラオケ／オリジナル・カラオケ）
CD+DVD盤はオリジナル・メロディー入り・カラオケ、通常盤はオリジナル・カラオケという仕様になっている。
5. 大好きのSnowball（オリジナル・メロディー入り・カラオケ／オリジナル・カラオケ）
CD+DVD盤はオリジナル・メロディー入り・カラオケ、通常盤はオリジナル・カラオケという仕様になっている。
6. シャンティア〜しあわせのくに〜（エンディング主題歌Ver.）（オリジナル・メロディー入り・カラオケ／オリジナル・カラオケ）
CD+DVD盤はオリジナル・メロディー入り・カラオケ、通常盤はオリジナル・カラオケという仕様になっている。

### DVD（CD+DVD盤のみ同梱）
1. 『映画 トロピカル〜ジュ!プリキュア 雪のプリンセスと奇跡の指輪!』予告編映像等